# Цзиньшацзян
Цзиньшацзя́н (кит. 金沙江, пиньинь Jīnshājiāng, буквально: «река с золотым песком») — река в западном Китае.  Представляя собой нижнюю часть верховьев Янцзы, на картах, тем не менее, обозначается под собственным названием. Протекает через провинции Цинхай, Сычуань и Юньнань. Длина реки — 2290 км. Средний расход воды — 4471 м³/с. Высота истока — 4500 м над уровнем моря. Уклон реки — 1,83 м/км.
Иногда Цзиньшацзян объединяют с Ланьцанцзяном (верхний Меконг) и Нуцзяном (верхний Салуин) в область Саньцзян («Трёхречье»),, в которой расположен национальный парк Три параллельные реки.

## Название
Река впервые была описана как Хэйшуй (黑水, Hēishuǐ, букв. «Чёрная вода») в источнике «Дань уважения Ю» времён Сражающихся царств. В произведении эпохи Хань «Классика гор и морей» называется Шэншуй (трад. 繩水, упр. 绳水, Shéngshuǐ, «Веревочная река»). Во времена Троецарствия известна как Лушуй (т. 瀘水, упр. 泸水, Lúshuǐ). Нынешнее название было принято при династии Сун.
В соответствии с ранними системами транскрипции китайских иероглифов латиницей в английских источниках в течение последних трех столетий река была известна как Chin-sha Chiang и Kinsha Kiang (когда она не описывалась просто как Янцзы). Наиболее распространенное современное имя, Цзиньшацзян, представляет собой транскрипцию тех же китайских иероглифов.
Хотя название обычно дословно переводится как «река золотых песков», оно не является поэтическим и не происходит от цвета берегов реки. Скорее 金沙 описывает настоящее россыпное золото, которое иногда все ещё вымывается речными водами.
Культура Цзиньша доисторического Китая получила название от дороги рядом с её образцовым участком, а не напрямую от реки.

## География

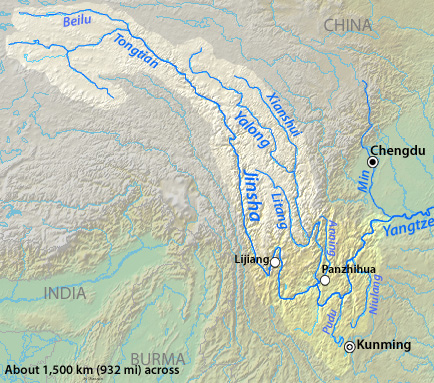
Карта бассейна реки Цзиньшацзян

### Русло
Цзиньшацзян — нижняя часть верховий Янцзы. Традиционно считается, что она начинается у слияния рек Тунтяньхэ и Ба-Чу недалеко от посёлка Гьегу в провинции Цинхай. До этого она носит название Тунтяньхэ, а ещё выше, в горах Тангла, — Улан-Мурэн. Под названием Цзиньшацзян река сначала течет на юг через глубокое ущелье, параллельное аналогичным ущельям верхнего Меконга и верховьям рек Салуин, от которых оно отделено горами Нинцзин. Цзиньшацзян на протяжении 400 км образует западную границу провинции Сычуань, а затем протекает на юго-восток по провинции Юньнань. Рядом с Лицзяном река резко поворачивает на север (на этом отрезке расположено знаменитое ущелье Прыгающего тигра), затем делает ещё один крутой разворот и возвращается на юг. После этой 320-километровой «свечи» Цзиньшацзян течёт на северо-восток по границе провинций Сычуань и Юньнань, затем соединяется с рекой Миньцзян в городском округе Ибинь провинции Сычуань, образуя Янцзы.

### Уклон
Верхнее течение реки имеет уклон около 2,7 м/км. Ниже Ба-Чу в провинции Сычуань уклон постепенно уменьшается до 1,5 м/км, однако и в этом месте река не судоходна. В частности, его верхнее течение через ущелья является скорее препятствием, чем путём сообщения.

## Плотины
Цзиньшацзян активно развивается, в первую очередь в интересах гидроэнергетики. По состоянию на март 2014 года на реке завершено, строится или планируется построить в общей сложности 25 плотин. Эти плотины перечислены ниже от нижнего до верхнего течения.
- Плотина Сянцзяба — завершено, 7 750 МВт
- Плотина Силуоду — завершено, 13 860 МВт
- Плотина Байхэтань — завершено, 16 000 МВт
- Плотина Удундэ — завершено, 10 200 МВт
- Плотина Иньцзян — планируется
- Плотина Цзиньша — планируется, 520 МВт
- Плотина Гуаньинян — завершено, 3000 МВт
- Лудильская плотина — завершено, 2160 МВт
- Плотина Лункайкоу — завершено, 1800 МВт
- Плотина Цзинаньцяо — завершено, 2400 МВт
- Плотина Ахай — завершено, 2000 МВт
- Плотина Лиюань — завершено, 2400 МВт
- Плотина Лянцзяжэнь — планируется, 4000 МВт
- Плотина Лунпань — планируется, 6000 МВт
- Бенгзиланская плотина — планируется, 2100 МВт
- Римская плотина — планируется, 3720 МВт
- Плотина Чанбо — планируется, 1060 МВт
- Плотина Сувалун — строительство, 1160 МВт
- Плотина Батан — запланированная, 740 МВт
- Плотина Лава — строительство, 1680 МВт
- Плотина Ебатан — строительство, 2080 МВт
- Плотина Боло — планируется, 960 МВт
- Плотина Янби — планируется, 300 МВт
- Плотина Ганто — планируется, 1100 МВт
- Плотина Готун — планируется, 140 МВт

## История

### Императорский Китай
В доимперском источнике «Дань уважения Ю» записано, что согласно традиционным представлениям верховьями Янцзы являются реки Миньцзян или Ялунцзян, а не Цзиньшацзян, и это оставалось неизменным на протяжении тысячелетий, даже после того, как в «Комментариях к водной классике» Ли Даоюаня во времена Северной Вэй была описана большая часть обширной речной системы Цзиньшацзяна. Географ эпохи Мин Сюй Сякэ был первым, кто исправил это заблуждение, хотя оно оставалось распространенным в Китае ещё в начале XX века.

### Китайская Народная Республика
Река Цзиньшацзян находится в стадии интенсивного освоения Китаем, с более чем шестнадцатью проектами строительства плотин на различных этапах реализации на самой реке, а также на её притоках, особенно на Ялунцзян. Четыре плотины в нижней части реки находятся в стадии строительства или уже завершены и предназначены для выработки электроэнергии и улавливания ила, который в противном случае создал бы проблемы на плотине «Три ущелья». Десять крупнейших плотин будут производить 55 710 МВт электроэнергии.